# Gendarmes de la garde

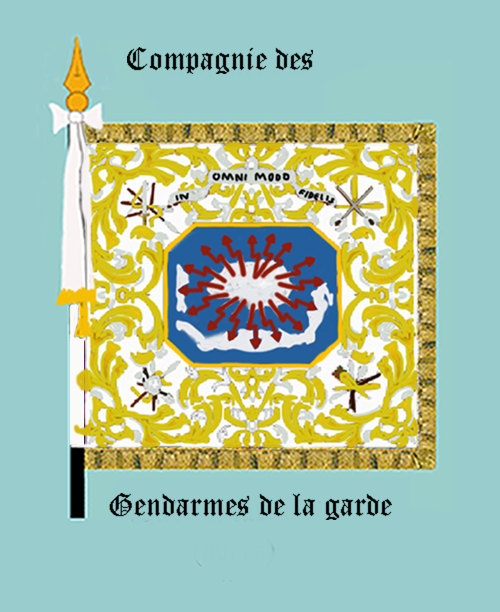
Standarte der Gendarmes de la garde

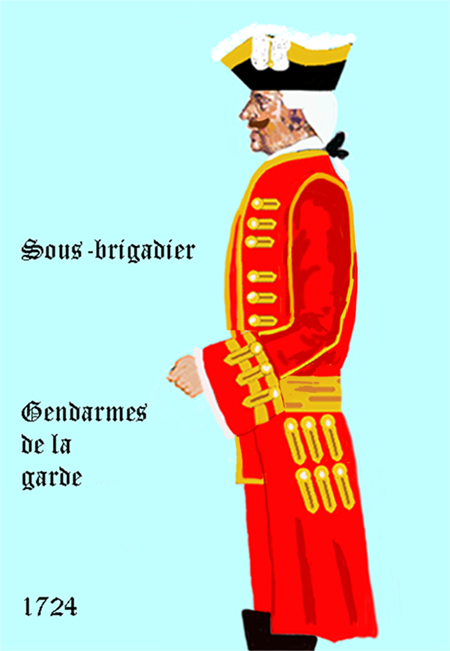
Gendarmes de la garde - sous-brigadier 1724

Die Gendarmes de la garde waren ein Kavallerieverband in der Garde (Maison militaire du roi) des Königs von Frankreich. Die Mitglieder trugen einen roten Waffenrock, die Abzeichenfarbe war schwarz, erschien jedoch nicht auf allen Uniformen. Hauptmann (Capitaine) der Kompanie war immer der König, kommandiert wurde der Verband vom Capitaine-lieutenant.

## Geschichte
Im Jahre 1609 stellte der französische König Heinrich IV. eine Kompanie Kürassiere auf, die zur Leibwache des Dauphin (Thronfolgers), des späteren Ludwig XIII. bestimmt waren. Nach seiner Thronbesteigung 1610 verfügte dieser, dass die Kompanie unter dem Namen „Gens d'armes“ in die königliche Garde einzugliedern sei. Die 200 Reiter starken „Gendarmes de la garde“ erhielten den zweiten Platz der Gardekavallerie zugewiesen, hinter der Garde du corps du roi und vor den Chevau-léger de la garde du roi, da die schweren Reiter (cavalerie lourde) das Vorrecht vor den leichten Reitern hatten.
Wie bei allen Einheiten der Gardekavallerie war der Zugang zu den Gendarmes Angehörigen des Adels vorbehalten. Noch bis zum Jahre 1664 war es dem Capitaine-lieutenant (Kapitänleutnant) und den Lieutenants gestattet, die freiwerdenden Plätze in der Kompanie an die meistbietenden Bewerber zu verkaufen. (Der Lieutenant der Garde stand in der Reputation weit höher als ein Lieutenant der Linientruppe) Die größte personelle Stärke erreichte der Verband unter Ludwig XIV. Bis zur Reduzierung auf 200 Mann im Jahre 1697 war sie auf etwa 250 Mann angewachsen.
Wie alle Garden des Königs gerieten sie auch in die allgemeine Kritik des vorrevolutionären Frankreich und wurden per Dekret durch Ludwig XVI. am 30. September 1787 entlassen.

## Aufgaben
Vorrecht der Garde war es, dem König die Standarten und Fahnen der Garden bis vor sein Schlafgemach voranzutragen.  Verließ der König seine Residenz zu einem Feldzug, zogen die Gendarmes mit den Fahnen hinter dem König aus.
Da es sich auch um einen kämpfenden Verband handelte, wurde ihm im 18. Jahrhundert ein Stab zugewiesen, der aus dem Kapitän-Leutnant als Kommandanten, je drei Sous-lieutenants, Fähnrichen  (aspirants) und Fahnenjunkern (portes-dreapeaux) bestand. Die Fähnriche und Fahnenjunker gehörten zu den Offizieren. Weiterhin gab es ein Unteroffizierskorps mit einem Marechal des logis chef, 10 Marechal des logis, acht Brigadiers und acht Sous-Brigadiers, sowie vier Standartenträger (portes d'étendarts), vier Feldschere (docteurs du champ), vier Trompeter (trompettists) und einen Pauker (timbalist).

## Einsätze
- Belagerung von Saint-Jean-d’Angély (1621)
- Belagerung von Saint-Antonin (1622)

## Devise
Der Wahlspruch der Gendarmes lautete: „Quo Jubet Iratus Jupiter“ (Où Jupiter furieux ordonne; Wohin der zornige Jupiter  befiehlt)